# Pocadius adustus
Pocadius adustus är en skalbaggsart som beskrevs av Edmund Reitter 1888. Pocadius adustus ingår i släktet Pocadius, och familjen glansbaggar. Arten är reproducerande i Sverige.